# Pierce Johnson
Pierce William Johnson (né le 10 mai 1991 à Denver, Colorado, États-Unis) est un lanceur droitier des Braves d'Atlanta de la Ligue majeure de baseball.

## Carrière

### Ligues mineures
Après avoir été repêché par les Rays de Tampa Bay au 15e tour de sélection en 2009, Pierce Johnson repousse l'offre et rejoint les  Bears de l'université d'État du Missouri,. Le 43e athlète sélectionné au total lors du repêchage amateur de 2012, Johnson est l'un des trois joueurs réclamés par les Cubs de Chicago au premier tour, et une sélection que le club possède en compensation pour la perte d'un ancien joueur devenu agent libre, Aramis Ramírez. Il est le premier lanceur repêché par les Cubs sous la direction de leur président Theo Epstein,.
Johnson commence sa carrière professionnelle en ligues mineures en 2012 et est à l'origine un lanceur partant. Plusieurs blessures survenues en 2014 et 2015 ralentissent sa progression vers les majeures. Au cours d'une difficile saison 2016, sa première au niveau Triple-A des ligues mineures avec les Cubs de l'Iowa, Johnson se voit de plus en plus souvent confier le rôle de lanceur de relève. Après avoir maintenu une moyenne de points mérités de 2,50 en 62 matchs de ligues mineures de 2012 à 2015, Johnson affiche une moyenne de 6,14 en 63 manches lancées comme partant et comme releveur pour Iowa en 2016. Il commence 2017 avec une moyenne de points mérités de 2,81 en relève à ses 13 premiers matchs pour Iowa et mérite sa première promotion dans les majeures.

### Cubs de Chicago
À 26 ans, Pierce Johnson fait ses débuts dans le baseball majeur avec les Cubs de Chicago le 19 mai 2017 comme lanceur de relève contre les Brewers de Milwaukee.